# The Big Sick - Il matrimonio si può evitare... l'amore no
The Big Sick - Il matrimonio si può evitare... l'amore no (The Big Sick) è un film del 2017 diretto da Michael Showalter.
La pellicola, liberamente basata su una storia vera sceneggiata dagli stessi protagonisti, Emily V. Gordon e Kumail Nanjiani, è una commedia romantica interpretata dallo stesso Nanjiani, Zoe Kazan, Holly Hunter, Ray Romano, Adeel Akhtar e Anupam Kher, e segue le vicende di una coppia di etnie diverse che deve affrontare le loro differenze culturali.

## Trama
Kumail è un giovane comico che guida per Uber e si esibisce la notte. Il suo show include un one-man-show sulle sue origini pakistane. I suoi genitori immigrati musulmani combinano incontri tra il figlio e donne pakistane, sperando che lui segua il loro esempio in un matrimonio combinato, ma il ragazzo non è interessato. Durante uno spettacolo Kumail viene disturbato da Emily, una donna bianca non musulmana nel pubblico. La avvicina dopo lo spettacolo e il loro incontro casuale si trasforma in una relazione. Kumail non parla di Emily alla sua famiglia, perché sa che disapproverebbero. Quando Emily trova le foto delle donne che i genitori gli hanno fatto incontrare, Kumail ammette che non vede un futuro a lungo termine con lei a causa delle aspettative della sua famiglia. Emily, molto delusa dal suo comportamento, tronca la relazione.
Successivamente il ragazzo viene a sapere che Emily è stata portata all'ospedale dopo essere svenuta. Un dottore gli dice che Emily ha una grave infezione ai polmoni e dev'essere immediatamente posta in coma farmacologico con intubazione tracheale. Lui firma il modulo di consenso, fingendosi suo marito, e chiama i genitori di Emily, Beth e Terry. Sapendo che Kumail ha ferito i sentimenti della figlia, gli dicono che non c'è bisogno di lui, ma Kumail resta e i tre si conoscono sempre meglio man mano che la malattia di Emily continua. La chirurgia non è efficace e l'infezione raggiunge i reni di Emily. Beth vuole trasferire Emily a un ospedale diverso, ma Kumail e Terry non sono d'accordo. Beth e Terry litigano e lei tira fuori il passato, perciò Terry va a dormire da Kumail, confessandogli di aver tradito Beth e di esserne dispiaciuto.
I genitori di Kumail arrivano al suo appartamento, arrabbiati perché non sta prendendo sul serio le proposte di matrimonio. Kumail dice loro che non vuole un matrimonio combinato e che non prova nessun interesse per l'islam, e confessa la sua relazione con Emily; i suoi genitori lo disconoscono. Mentre il ragazzo si sta preparando per un'audizione per il Festival della Comicità di Montréal viene a sapere che l'infezione ha raggiunto il cuore di Emily. Distrutto dalla notizia, invece delle battute comiche Kumail parla al pubblico delle sue paure per Emily durante l'audizione perdendo l'occasione di avere successo. Nel frattempo Emily si risveglia dal coma. I dottori spiegano che ha la malattia di Still dell'adulto, una malattia rara ma trattabile; Kumail inavvertitamente li aveva aiutati a diagnosticarla menzionando che Emily aveva una caviglia lenta a guarire.
Ancora amareggiata dalla loro rottura, Emily si meraviglia della presenza di Kumail nella sua camera d'ospedale e gli dice fermamente di andarsene. Beth lo invita alla festa di bentornato di Emily. Kumail chiede ad Emily di rimettersi insieme, ma lei rifiuta. Il ragazzo decide quindi di trasferirsi a New York con due amici comici. Parla alla sua famiglia dei suoi piani e si rifiuta di permettere loro di disconoscerlo, ma la famiglia resta ancorata ai propri principi mantenendo la decisione di non vederlo mai più. Emily scopre un video della performance disastrosa di Kumail e va a trovarlo dopo il suo one man show, dove lui le dice della sua imminente partenza per New York. Lei gli dice che apprezza tutto quello che ha fatto per lei mentre era in coma e apparentemente i due si salutano per l'ultima volta. A una performance a New York, Kumail viene disturbato da qualcuno nel pubblico; alza gli occhi e vede che è Emily.

## Produzione
Nel dicembre del 2015 è stato annunciato che Kumail Nanjiani voleva interpretare un film, scritto da lui e dalla moglie Emily V. Gordon, con Judd Apatow come produttore insieme a Barry Mendel. Michael Andrews, sarà il compositore della colonna sonora del film.

### Casting
Nel febbraio del 2016 Zoe Kazan entra nel cast; successivamente si uniscono anche Holly Hunter e Ray Romano. Nel mese di maggio entrano a far parte del cast anche Aidy Bryant, Bo Burnham, Kurt Braunohler, Adeel Akhtar e David Alan Grier. Un mese dopo si unì al cast Anupam Kher, che, con questo film, raggiunge il traguardo delle 500 apparizioni in un lungometraggio.

### Riprese
Le riprese del film sono cominciate l'11 maggio 2016.

## Distribuzione
La prima mondiale del film è stata al Sundance Film Festival il 20 gennaio 2017. Viene pubblicato il 23 giugno 2017 negli Stati Uniti da Amazon Studios (che ha battuto le offerte di Sony Pictures e Fox Searchlight Pictures) e Lionsgate. È stato anche presentato al South by Southwest il 16 marzo 2017, dove ha vinto l'Audience Award: Festival Favorites. In Italia, il film è uscito il 16 novembre 2017, da Cinema.

## Accoglienza

### Critica
Il film è stato acclamato dalla critica statunitense. Su Rotten Tomatoes ha un indice di gradimento del 98% con un voto medio di 8,2 su 10, basato su 227 recensioni. Su Metacritic ha invece un punteggio di 86 su 100, basato su 47 recensioni. CinemaScore ha dato al film come voto una "A" su una scala da A+ fino a F. AwardsDaily ha scelto The Big Sick come il secondo film migliore del 2017, dopo Scappa - Get Out.

## Riconoscimenti
- 2018 - Premio Oscar
  - Candidatura per la migliore sceneggiatura originale[31] a Emily V.Gordon e Kumanil Nanjiani
- 2017 - South by Southwest[32]
  - Audience Award: Festival Favorites a Michael Showalter
- 2017 - Gotham Independent Film Awards[33]
  - Candidatura per la Miglior sceneggiatura a Emily V. Gordon e Kumail Nanjiani
- 2017 - American Film Institute[34]
  - Migliori dieci film dell'anno
- 2018 - Critics' Choice Awards[35]
  - Candidatura per il Miglior film
  - Candidatura per la Migliore attrice non protagonista a Holly Hunter
  - Candidatura per la Miglior sceneggiatura originale a Emily V. Gordon e Kumail Nanjiani
  - Candidatura per il Miglior film commedia
  - Candidatura per il Miglior attore in un film commedia a Kumail Nanjiani
  - Candidatura per la Miglior attrice in un film commedia a Zoe Kazan
- 2018 - Writers Guild of America Award[36]
  - Candidatura per la miglior sceneggiatura originale a Emily V. Gordon e Kumail Nanjiani
- 2018 - Producers Guild of America Awards[37]
  - Candidatura per il Darryl F. Zanuck Award al miglior film
- 2018 - Satellite Award[38]
  - Candidatura per il Miglior film
  - Candidatura per la Miglior attrice non protagonista a Holly Hunter
- 2018 - Independent Spirit Awards[39]
  - Miglior sceneggiatura d'esordio a Emily V. Gordon e Kumail Nanjiani
  - Candidatura per la Miglior attrice non protagonista a Holly Hunter